# Menalton Braff
Menalton João Braff (Taquara, 23 de julho de 1938), é um contista, romancista e novelista brasileiro.

## História
A formação clássica do autor ocorreu nas cidades de Taquara e Porto Alegre, no Rio Grande do Sul. Nesse período, já demonstrava interesse por literatura e militância política. Após o Golpe Militar de 1964, passou a ser perseguido pelo regime autoritário, o que o levou a abandonar o curso de Economia na então Universidade do Rio Grande do Sul (URGS) e a viver alguns anos na clandestinidade. Em razão dessa perseguição, publicou seus dois primeiros livros sob o pseudônimo Salvador dos Passos. O primeiro livro lançado com seu nome de batismo foi À Sombra do Cipreste, obra vencedora do Prêmio Jabuti.
Após a promulgação da anistia, retomou o uso de seu nome verdadeiro e ingressou no curso de Letras da Universidade São Judas Tadeu, em São Paulo. Na mesma instituição, passou a atuar como professor assistente, paralelamente à realização do curso de pós-graduação em Literatura Brasileira.
Em 1982, casou-se com Roseli Deienno Braff, a quem conheceu durante o período universitário.
Em 1984, publicou seus dois primeiros livros sob o pseudônimo Salvador dos Passos, nome de seu bisavô, com o objetivo de ocultar o sobrenome de origem europeia. O pseudônimo foi utilizado até 1999, ano em que lançou À Sombra do Cipreste, obra com a qual recebeu o Prêmio Jabuti de Literatura de 2000, na categoria Livro do Ano.
A partir desse período, sua produção literária intensificou-se. Em 2016, recebeu o selo Altamente Recomendável da Fundação Nacional do Livro Infantil e Juvenil pela obra Castelo de Areia.
Em 2020, foi agraciado com o Prêmio Machado de Assis, da Fundação Biblioteca Nacional, pelo romance Além do Rio dos Sinos. No ano seguinte, a mesma obra foi semifinalista do Prêmio Oceanos.
Entre seus trabalhos posteriores destacam-se os romances Cenas de um Amor Imperfeito (2021) e Tocata e Fuga a Quatro Vozes (2022). Em 2009, recebeu Menção Honrosa no Prêmio Casa de las Américas, em Cuba.
Em 2023, publicou o romance Os Olhos do Meu Pai. No ano seguinte, Roseli Braff organizou a coletânea 40 Anos de Literatura, reunindo quarenta contos selecionados de seus cinco livros de contos. Em 2025, o selo Ópio Literário, da Degustadoralivrariaeeditora, lançou seu romance Sonata Patética.

## Hoje em dia
Reside desde 1987 em Serrana, São Paulo.  
Atualmente, aposentado do magistério, Braff dedica-se integralmente à literatura, tanto à própria produção quanto à de outros escritores. Publica, em média, mais de uma obra por ano e participa regularmente de encontros culturais e palestras. É membro e ex-presidente da Academia Ribeirãopretana de Letras, onde ocupa a cadeira nº 15.
Foi professor de Literatura Brasileira no Ensino Médio em escolas de Catanduva, Batatais, Ribeirão Preto e Ituverava.

## Livros publicados

### Como Salvador dos Passos
- Janela Aberta (1984, romance, Seiva)[20]
- Na Força de Mulher (1984, contos, Seiva)[21]

### Como Menalton Braff
- À Sombra do Cipreste (1999, contos, Palavra Mágica) 6ª edição pela Editora Global em 2011) 7ª ed. E.Reformatório)[22][23][24]
- Que Enchente Me Carrega? (2000, romance, Palavra Mágica)[25]
- Castelos de Papel (2002, romance, Nova Fronteira)[26]
- A Esperança por Um Fio (2003, novela juvenil, Ática)[27]
- Como Peixe no Aquário (2004, novela juvenil, SM)[28]
- Na Teia do Sol (2004, romance, Planeta do Brasil)[29]
- Gambito (2005, novela infantil, SM)
- A Coleira no Pescoço (2006, contos, Bertrand Brasil)[30]
- A Muralha de Adriano (2007, romance, Bertrand Brasil)[31]
- Antes da Meia Noite (2008, novela juvenil, Ática)[32]
- Moça com Chapéu de Palha (2009, romance, Língua Geral)[33]
- Copo Vazio (2010, novela juvenil, FTD)[34]
- No Fundo do Quintal (2010, novela juvenil, FTD)
- Mirinda (2010, história infantil, Moderna)
- Bolero de Ravel (2010, romance, Global)[35]
- Tapete de Silêncio (2011, romance, Global)
- O Casarão da Rua do Rosário  (2012, romance, Bertrand Brasil)[36]
- O fantasma da segundona (2014, romance juvenil, FTD)
- Pouso do Sossego (2014, romance, Global)[37]
- Castelo de areia (2015, novela juvenil, Moderna)
- O peso da gravata (2016, contos, Primavera)[38]
- Noite Adentro (2017, romance, Global)[39]
- Amor passageiro (2018, contos, Reformatório)[40]
- Além do rio dos Sinos (2020, romance, Reformatório)[41][42][43][44]
- Um pensamento (2020, infantil, PinCéu)[45]
- Cenas de um amor imperfeito (2021, romance, Reformatório)[46]
- Tocata e fuga a quatro vozes (2022, romance, Reformatório)[47]
- Os olhos do meu pai (2023, romance, Reformatório)[48][49]
- 40 anos de Literatura (2024, antologia, Reformatório)[50]
- Sonata patética (2025, romance, Ópio Literário)

## Participação em antologias
- Isto é... Escola (2015, Bamboo Editorial)
- Sentimentos: Achados e Perdidos (2015, Editora do Brasil)
- Antologia UBE (2014, Global Editora)
- Vou te contar (2014, Rocco)
- Brasilianische Kurzgeschichten (2013, Arara-Verlag)
- Permanência das Letras (2012, São Francisco Gráfica e Editora)
- Cartas do fim do mundo (2009, Terracota)
- Travessias singulares: pais e filhos (2008, Casa do Verbo)
- Gente em conflito (2004, Editora Ática)
- Os cem menores contos brasileiros do século (2004, Ateliê Editorial)
- Meu inesquecível professor (1998, São Francisco Gráfica e Editora)
- IX Antologia Alberto Renart (1996, Escrituras Editora)

## Livros a vir
- Enfim a liberdade (romance)[51]

## Prêmios

#### Prêmio Jabuti
- Vencedor do Prêmio Jabuti de Literatura (ano 2000), na categoria Livro do Ano - Ficção, com o livro de contos À Sombra do Cipreste.[52]
- Finalista do Prêmio Jabuti de Literatura (ano 2007), na categoria Livro de Contos, com a obra A Coleira no Pescoço.[53]
- Finalista do Prêmio Jabuti de Literatura (ano 2008), na categoria Romance, com o livro A Muralha de Adriano.[54]
- Finalista do Prêmio Jabuti de Literatura (ano 2012), com o livro Tapete de Silêncio.[55]
- Finalista do Prêmio Jabuti de Literatura (ano 2016), na categoria Juvenil com o livro Castelos de areia.[56]

#### Prêmio Portugal Telecom (atual Oceanos)
- Finalista do Prêmio Portugal Telecom de Literatura (ano 2008), com o livro A Muralha de Adriano.[57]
- Finalista da primeira fase do Prêmio Portugal Telecom de Literatura (ano 2010), com o romance Moça com Chapéu de Palha.[58][59]
- Semifinalista do Prêmio Portugal Telecom de Literatura (ano 2011), com o livro Bolero de Ravel.[60]
- Semifinalista do Prêmio Portugal Telecom de Literatura (ano 2012), com o livro Tapete de Silêncio.[61][62]
- Semifinalista do Prêmio Portugal Telecom de Literatura (ano 2013), com o livro O casarão da rua do Rosário.[63]
- Semifinalista do Prêmio Oceanos (ano 2021), com o romance Além do Rio dos Sinos.[64]

#### Prêmio São Paulo de Literatura
- Finalista do Prêmio São Paulo de Literatura (ano 2008), na categoria "Melhor Livro do Ano de 2007", com o livro A Muralha de Adriano.[65]
- Finalista do Prêmio São Paulo de Literatura (ano 2011), com o livro Bolero de Ravel.[66]
- Finalista do Prêmio São Paulo de Literatura (ano 2021), com o romance Além do Rio dos Sinos.[67]

#### Prêmio Fundação Biblioteca Nacional
- Vencedor do Prêmio Machado de Assis da Fundação Biblioteca Nacional (Melhor Romance de 2020), com o livro Além do Rio dos Sinos[68][69][70]

#### Selo Altamente recomendável
- Conquistou o selo Altamente recomendável da FNLIJ (ano 2016), com o livro Castelo de areia.[71]

#### Premiação internacional
- Menção Honrosa no 50º Prêmio Casa de las Américas (Havana), versão 2009, para o romance A Muralha de Adriano.[72]

#### Outros prêmios nacionais
- Finalista na Jornada Nacional de Literatura de Passo Fundo-RS (ano 2003), com o livro Castelos de Papel.
- Obra Copo vazio selecionada pelo PNBE Programa Nacional Biblioteca da Escola (ano 2010).